# Poecilimon hatti
Poecilimon hatti är en insektsart som beskrevs av Ünal 2004. Poecilimon hatti ingår i släktet Poecilimon och familjen vårtbitare. Inga underarter finns listade i Catalogue of Life.